# Randy Kerber
Randy Kerber (nacido el 25 de septiembre de 1958 en Encino, California) es un compositor, orquestador y tecladista estadounidense, que ha tenido una prolífica carrera en el mundo del cine.
Estuvo nominado a un premio Óscar en 1986, como mejor banda sonora original para la película El color púrpura. También fue nominado para un Grammy por su arreglo de «Over the Rainbow» de Barbra Streisand.
Durante su carrera, Kerber a trabajado con varios artistas como Michael Jackson, Paul Anka, Leonard Cohen, Rickie Lee Jones, Whitney Houston, Michael Bolton, Rod Stewart, B.B. King, Bill Medley, Annie Lennox, Art Garfunkel, Luis Miguel, José Feliciano, Anastacia, Celine Dion, Natalie Cole, Al Jarreau, Ray Charles, Neil Diamond, Elisa Toffoli, Julio Iglesias, Barry Manilow, Don Ellis, Ricky Martin, Bette Midler, Corey Hart, Eric Burdon, Kenny Rogers, Donna Summer, George Benson, Diana Ross, Marta Sánchez, Frank Sinatra, Jean-Yves Thibaudet Dionne Warwick, Air Supply, Def Leppard, The Temptations, Manhattan Transfer, Lisa Stansfield, y The Three Degrees.

## Premios y nominaciones
Premios Óscar
| Año  | Categoría                   | Película         | Resultado |
| ---- | --------------------------- | ---------------- | --------- |
| 1986 | Mejor banda sonora original | El color púrpura | Nominado  |